# Arcofacies insignis
Arcofacies insignis är en insektsart som beskrevs av Frederick Arthur Godfrey Muir 1919. Arcofacies insignis ingår i släktet Arcofacies och familjen sporrstritar. Inga underarter finns listade i Catalogue of Life.